# Zanthoxylum rhoifolium
El tembetarí (Zanthoxylum rhoifolium) es una especie botánica de plantas con flores medicinal y ornamental en la familia de las Rutaceae. Es endémica del sur de Sudamérica.

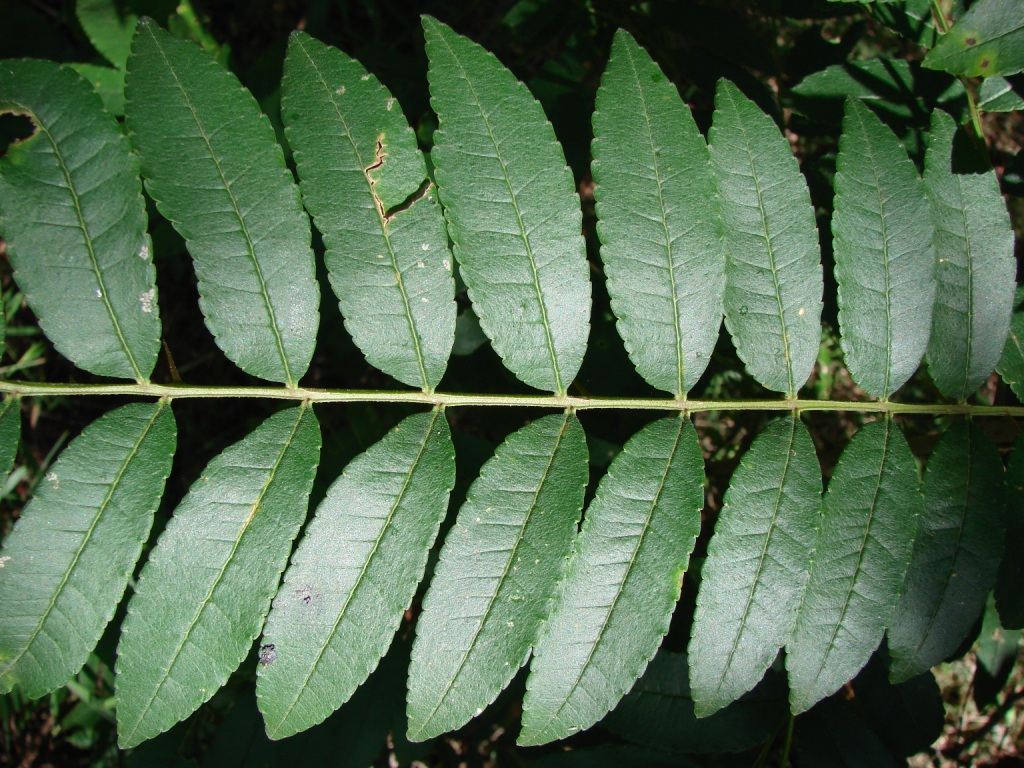
Hojas

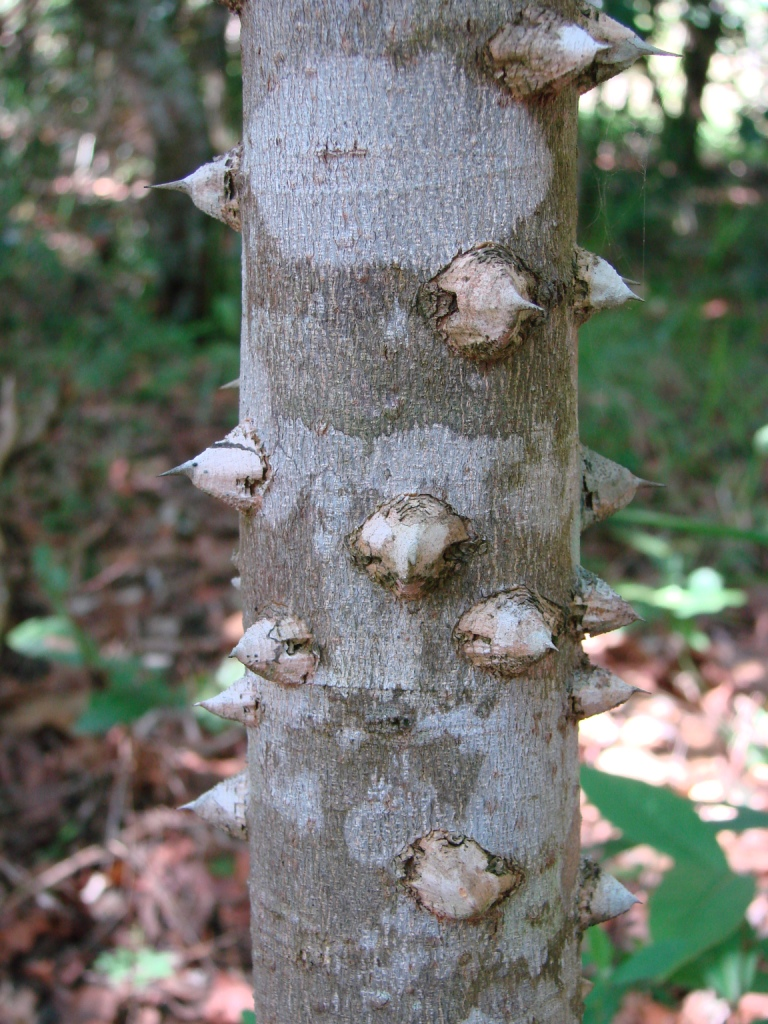
Detalle del tronco

## Descripción
Árbol de 5-9 m de altura,  copa aplanada, fuste recto y corto, tronco grisáceo o castaño, acanalado en la base, fuertes aguijones, aguijones en rámulas y hojas. Ramificaciones largas, ascendentes. Follaje siempreverde, hojas compuestas, alternas, pinnadas, con espinas rectas dorsales, raquis canaliculado, con pelos estrellados
Florece de septiembre a octubre, fructifica en enero y se cosechan  las semillas de marzo a abril. Germina un promedio de 30 % de viables, de 10 a 70 días.  

## Ecología
Es especie heliófila, común en los bosques secundarios y sitios abiertos. Prefiere sitios húmedos, pero no es exigente en cuanto al suelo. Este tipo de árbol esteriliza la tierra debido a que sus raíces son muy amargas.

## Propiedades
Esta es una planta medicinal. La corteza se utiliza para tratar el dolor de muelas y dolor de oído. Se utiliza como un antiinflamatorio. Se utiliza para tratar la malaria. Contiene nitidina, un alcaloide con acción contra la malaria. Es de valor comercial como un componente de los remedios a base de hierbas para la malaria.  Las partes de la planta también tienen acción antibacteriana y fungicida.

## Taxonomía
Zanthoxylum rhoifolium fue descrita por Jean-Baptiste Lamarck y publicado en Encyclopédie Méthodique, Botanique 2: 39. 1786.
Sinonimia
- Fagara acutifolia (Engl.) Engl.
- Fagara astrigera R.S. Cowan
- Fagara obscura (Engl.) Engl.
- Pohlana langsdorfii Nees & Mart.
- Zanthoxylum langsdorfii (Nees & Mart.) A.St.-Hil.
- Zanthoxylum pubescens A. St.-Hil. & Tul.
- Zanthoxylum ruizianum (Klotzsch ex Engl.) J.F. Macbr.
- Zanthoxylum rhoifolium Lam.[7]
- Fagara regnelliana (Engl.) Chodat & Hassl.
- Fagara rhoifolia (Lam.) Engl.
- Langsdorfia instrumentaria Leandro
- Pohlana instrumentaria (Leandro) Nees & Mart.
- Schinus pubescens (A. St.-Hil. & Tul.) Spreng. ex Mart.
- Zanthoxylum acutifolium var. petiolulatumEngl.
- Zanthoxylum astrigerum (R.S.Cowan) P.G.Waterman
- Zanthoxylum langsdorffii (Nees & Mart.) Mart.
- Zanthoxylum microcarpum Griseb.
- Zanthoxylum natalense Hochst.
- Zanthoxylum obscurum Engl.
- Zanthoxylum obscurum var. ruizianum Klotzsch ex Engl.
- Zanthoxylum peltophorum Turcz.
- Zanthoxylum perrottetii DC.
- Zanthoxylum regnellianum Engl.
- Zanthoxylum sorbifolium A.St.-Hil.[8]

## Nombre común
- Castellano: mamica de cadela, mapurite blanco , tambetarí grande
- Guarani:Tembetary hû